# 車聯網

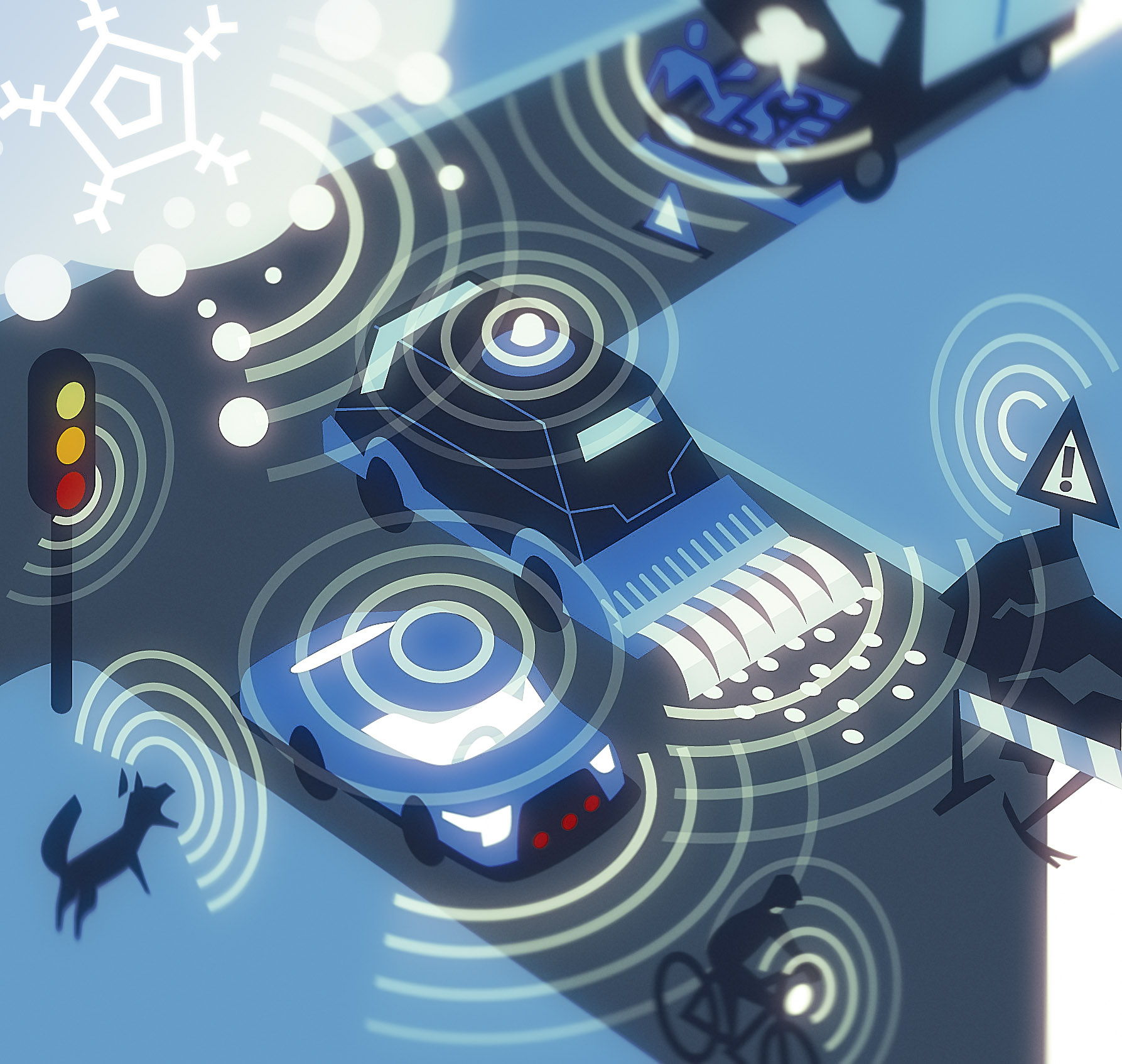
汽車對其他設備的通訊

車聯網（Vehicle-to-everything）簡稱V2X，是將汽車和其他車輛或是可能影響汽車的設備所進行的通訊。車聯網是包括其他種類通訊的汽車通訊系統，其他的通訊有V2I（汽車對基礎設施、汽車對道路系統）、V2N（汽車對網路）、V2V（汽車對汽車）、V2P（汽車對行人）、V2D（汽車對設備）。
車聯網的主要目的包括有交通安全、運輸能源效率、節約能源及大规模监控。美国国家公路交通安全管理局估計若有V2V的通訊系統，至少可以減少13%的交通事故，每年減少約44萬次的交通事故。有二類會用在車聯網的技術，一類是以无线局域网（WLAN）為基礎，另一種則是以行動通訊常用的蜂窝网络為基礎。
車聯網（Vehicle-to-Everything，簡稱V2X），是指「車輛和可能影響車輛的物體通訊，或是和可能被車輛影響的物體通訊」，其中包括以下幾個分類：
- 汽車對設備（英语：vehicle-to-device）（V2D） - Bluetooth / Wi-Fi直连，例如Apple的CarPlay或是Android Auto。
- 汽車對電網（V2G） - 和智慧電網交換資訊，以便更有效率的進行負載平衡。
  -     - 汽車對建築（V2B） - 也稱為汽車對住家（V2H）。
    - 汽車對負載（V2L）

  - 汽車對網路（V2N） - 通過蜂窝网络（3GPP）或IEEE_802.11p的通訊。
    - 汽車對雲端（V2C）) - 例如空中编程（OTA updates），遠端車輛診斷（DoIP）
    - 汽車對基礎設施（英语：Vehicle infrastructure integration）（V2I） - 例如，紅綠燈、停車格計費裝置
    - 汽車對行人（V2P），例如輪椅及自行車
    - 汽車對汽車（V2V），和鄰近車輛的實時資料交換。

## 外部連結
- IEEE 802.11p
- IEEE 1609 （页面存档备份，存于）
- 5G Automotive Association （页面存档备份，存于）
- Automotive Edge Computing Consortium （页面存档备份，存于）